# مهرجان يريفان السينمائي
مهرجان يريفان جولدن أبريكوت السينمائي الدولي الثامن مهرجان سينمائي عقد في يريفان ، أرمينيا من 10 يوليو إلى 17، في  2011 تم مشاركة  135 فيلم، منها 25  تم اختيارهم من 18 دولة للمنافسة. ويتم دعوة لينوفيل (فرنسا) ليكون رئيس لجنة التحكيم للبرنامج. أعضاء لجنة التحكيم الآخرين هم: أولغا شيرفو ، خبراء أفلام مشهورين (روسيا) ومدير أفلام غارين توروسيان الكندي الأرمني.